# Cavallino-Treporti
Cavallino-Treporti is een gemeente in de Italiaanse provincie Venetië (regio Veneto) en telt 13.517 inwoners (31-12-2013). De oppervlakte bedraagt 44,9 km², de bevolkingsdichtheid is 301 inwoners per km².
De volgende frazioni maken deel uit van de gemeente: Cavallino, Treporti, Ca' Savio, Ca' Ballarin, Lio Piccolo, Punta Sabbioni, Saccagnana, Ca' di Valle, Ca' Pasquali, Ca' Vio, Mesole.

## Demografie
Cavallino-Treporti telt ongeveer 5034 huishoudens. Het aantal inwoners steeg in de periode 1991-2001 met 8,6% volgens cijfers uit de tienjaarlijkse volkstellingen van ISTAT.
| Jaar | Inwoneraantal |
| ---- | ------------- |
| 1991 | 10.890        |
| 2001 | 11.824        |

## Geografie
Cavallino-Treporti grenst aan de volgende gemeenten: Jesolo, Venetië.

## Afbeeldingen

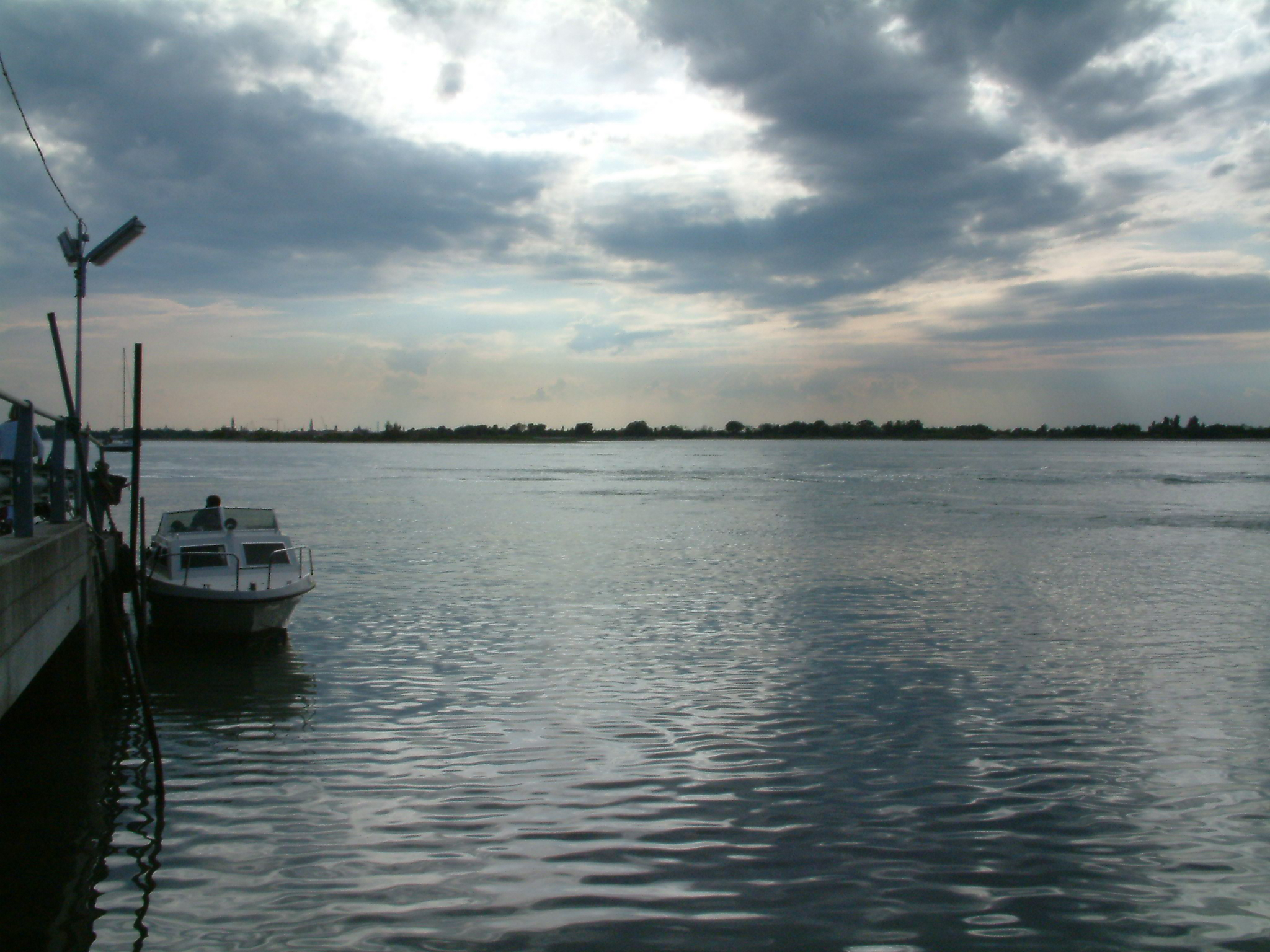
Punta Sabbioni Haven
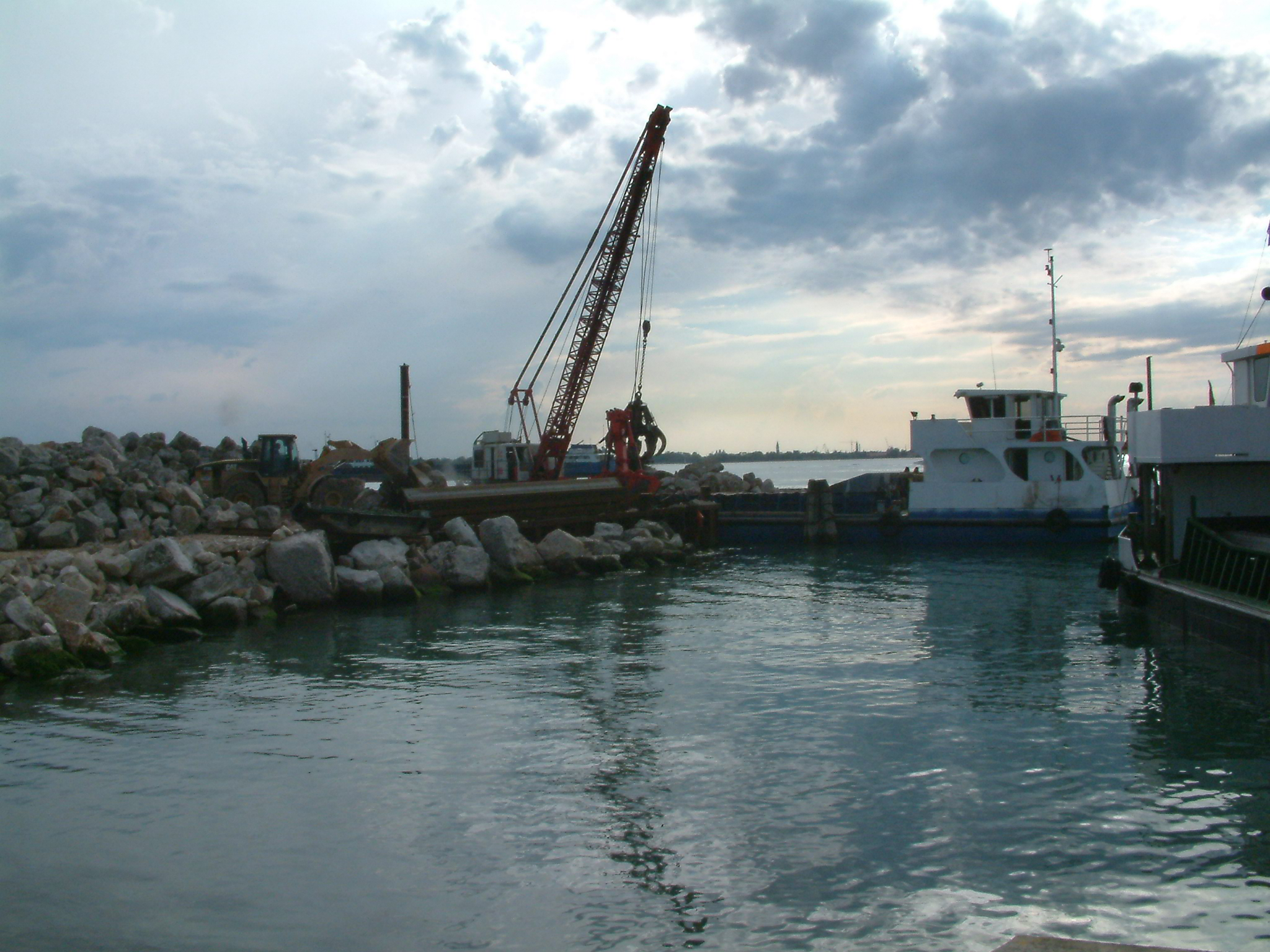
Werkzaamheden
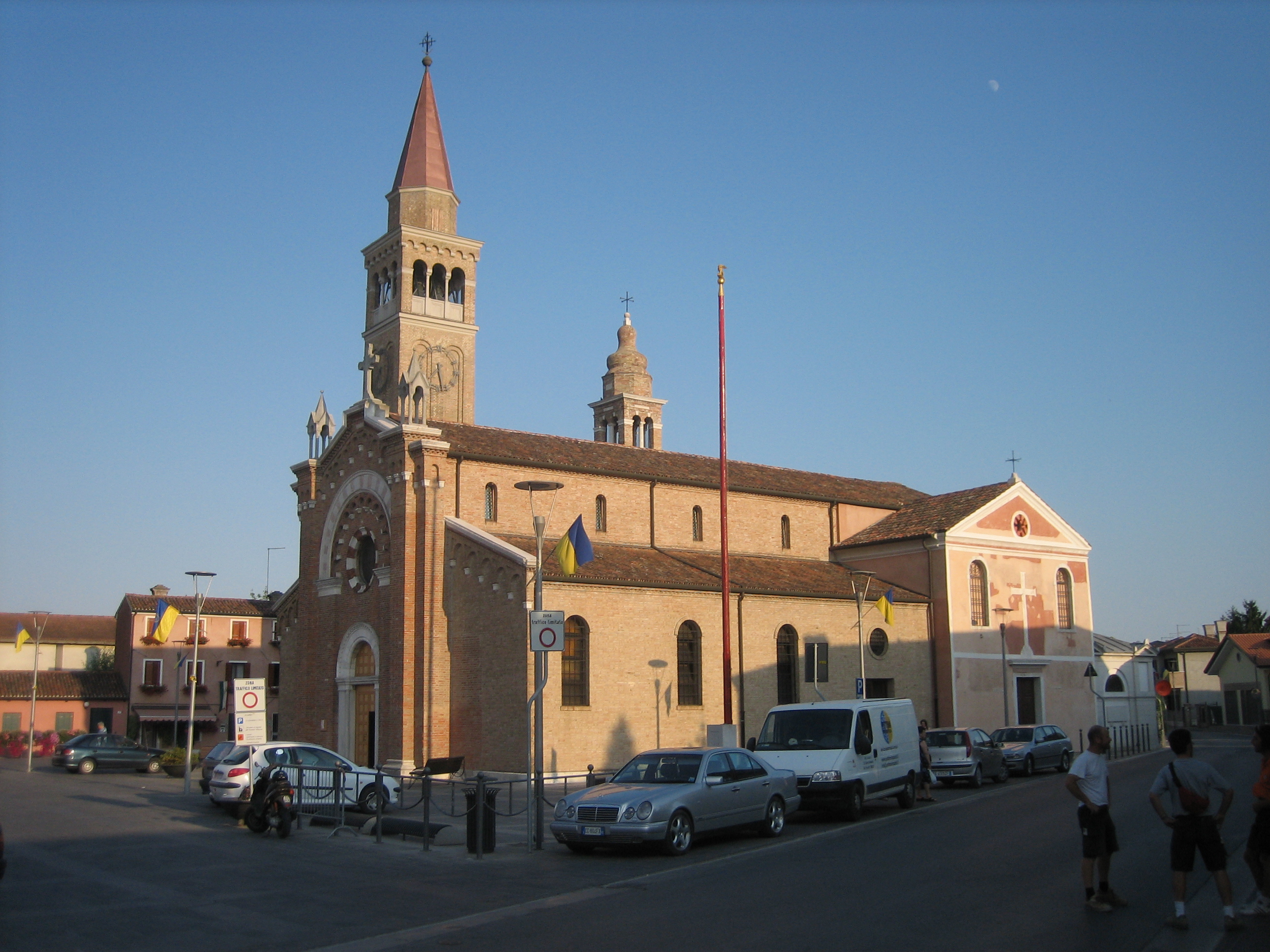
Kerk van Treporti